# Dixi (centre commercial)
Dixi est un centre commercial du quartier de Tikkurila à Vantaa en Finlande .

## Présentation

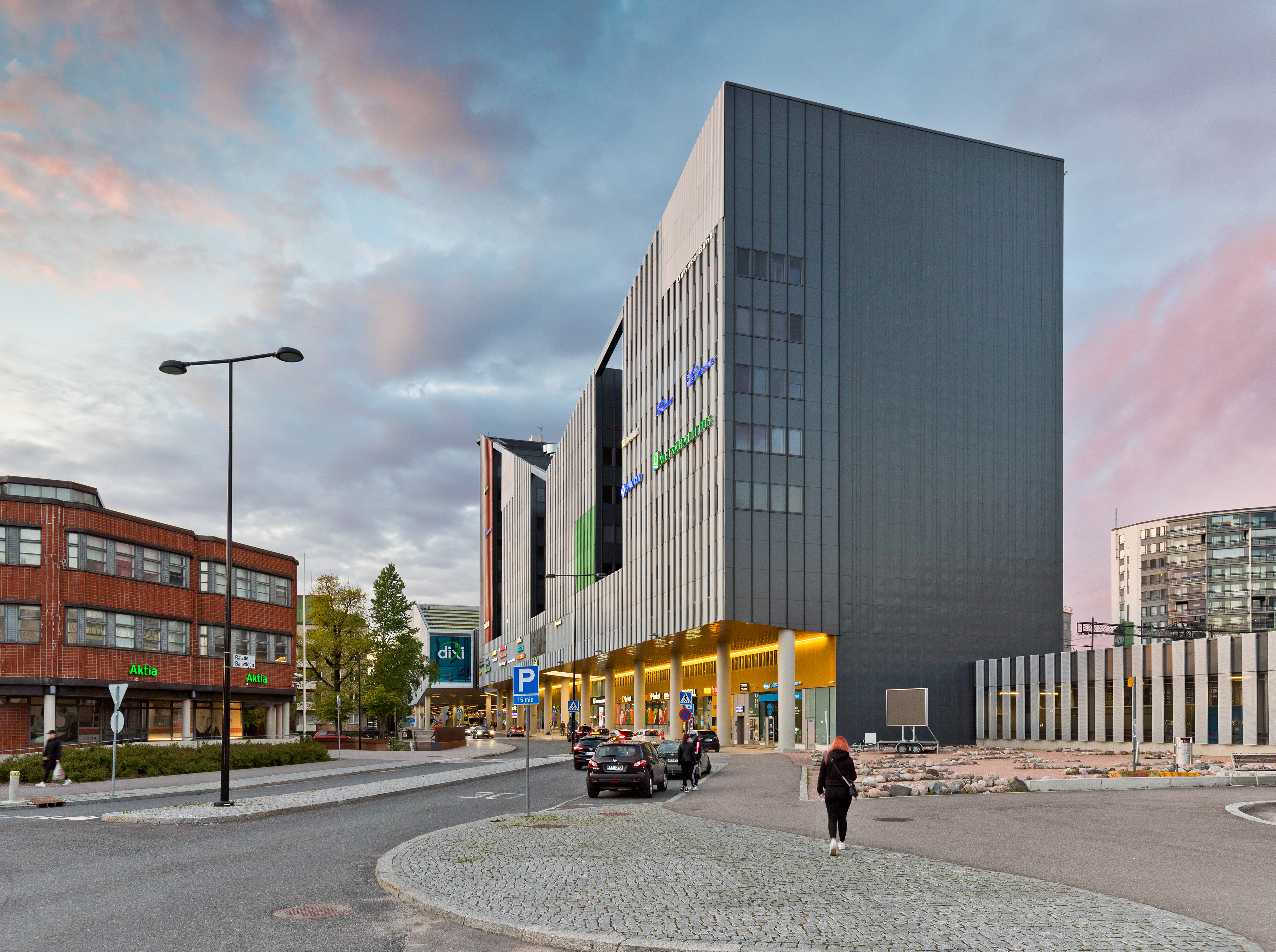
Dixi vu de Ratatie.

### Accès
À la gare de Tikkurila s'arrêtent les trains de banlieue Z, R, K, T, N, P et I, ainsi que tous les trains longue distance au départ et à destination d'Helsinki sur la ligne päärata et la ligne directe. 
Les I de la Kehärata emmène de Tikkurila à l'aéroport en un peu moins de 10 minutes.
La gare routière est située dans la rue de Dixi et l'arrêt de bus est sur Ratatie, en face de la gare routière.

## Galerie

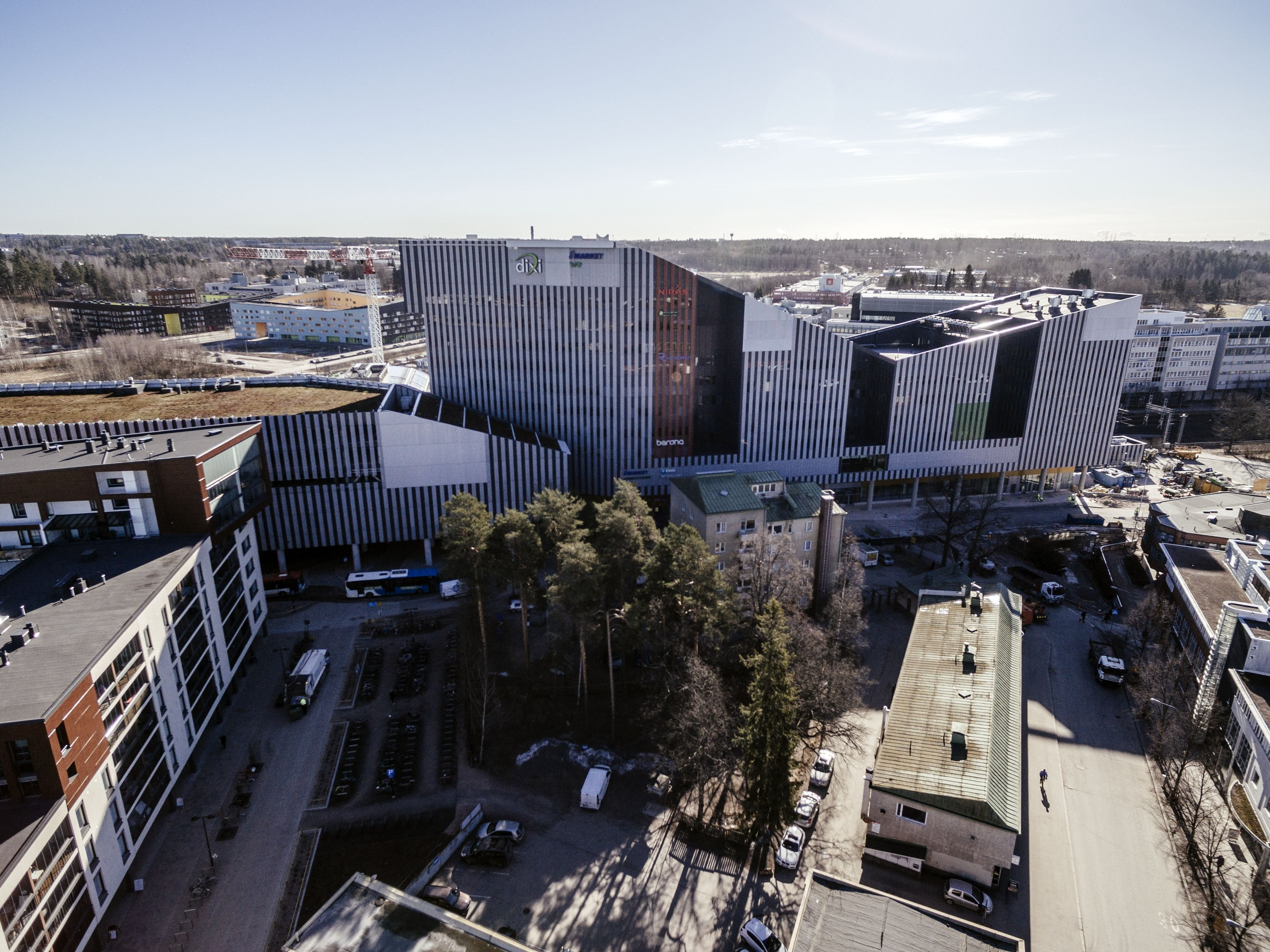
Dixi et l'entourage de la gare. En avant plan à droite l'Asematie.
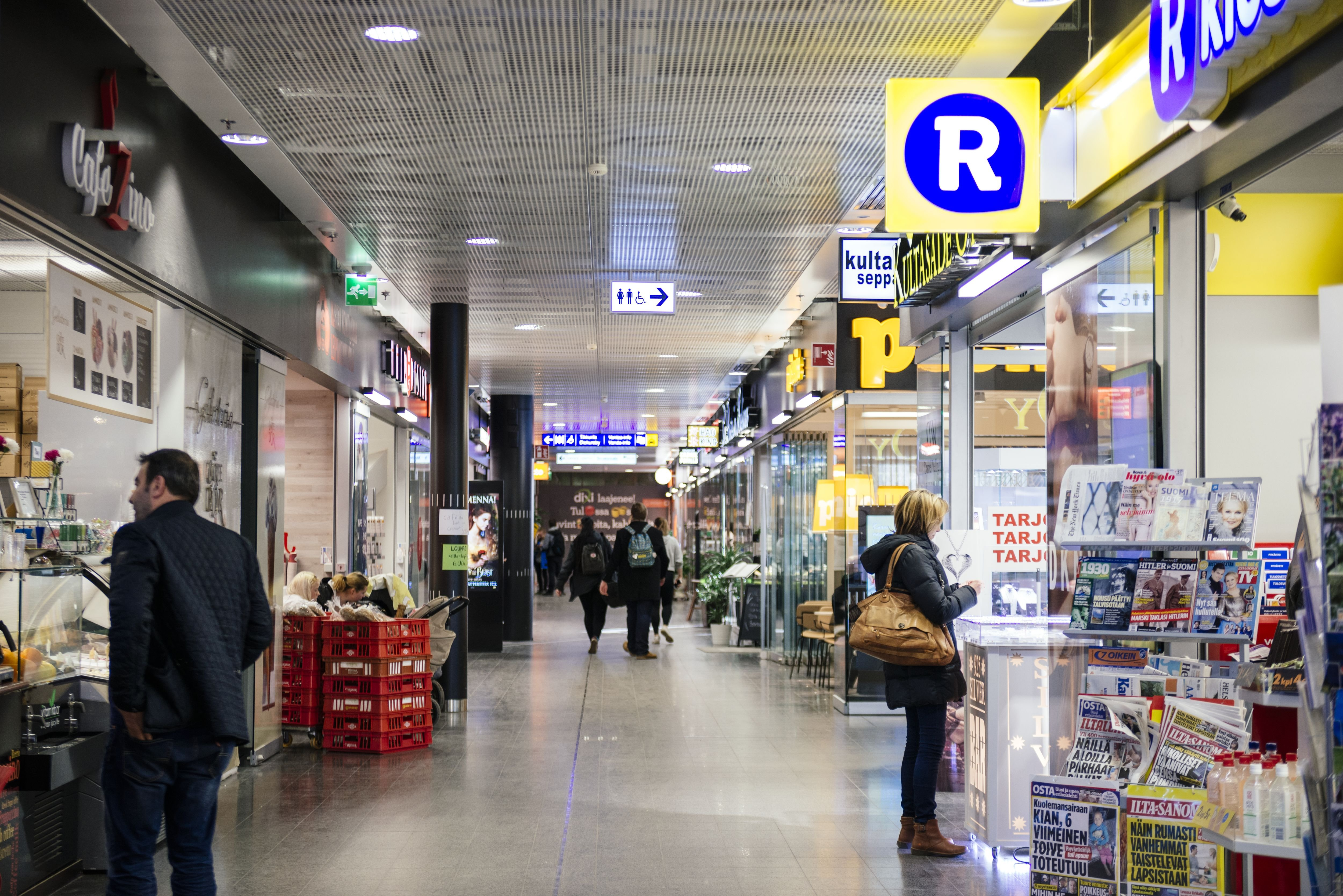
Intérieur de Dixi.